# Eberlein-kompakter Raum
Eberlein-kompakte Räume, benannt nach William Frederick Eberlein, werden im mathematischen Teilgebiet der Funktionalanalysis untersucht. Es handelt sich dabei um diejenigen kompakten Räume, die als schwach kompakte Teilmengen eines Banachraums auftreten. 

## Definition
Ein kompakter Hausdorffraum heißt Eberlein-kompakt, wenn er homöomorph zu einer schwach-kompakten Teilmenge eines Banachraums in der relativen schwachen Topologie ist.
Ein kompakter Hausdorffraum heißt gleichmäßig Eberlein-kompakt, wenn er homöomorph zu einer schwach-kompakten Teilmenge eines Hilbertraums in der relativen schwachen Topologie ist.
Da Hilberträume spezielle Banachräume sind, ist die gleichmäßige Eberlein-Kompaktheit eine stärkere Eigenschaft als die Eberlein-Kompaktheit.

## Beispiele
- Die Einheitskugel eines reflexiven Banachraums ist Eberlein-kompakt, denn die schwache Kompaktheit der Einheitskugel ist eine der äquivalenten Charakterisierungen der Reflexivität.
- Norm-kompakte Teilmengen eines Banachraums sind Eberlein-kompakt, denn solche Mengen sind auch schwach kompakt.
- Der Hilbertwürfel {\displaystyle [0,1]^{\infty }} ist gleichmäßig Eberlein-kompakt, denn er ist homöomorph zu einer schwach kompakten Teilmenge des Hilbertraums {\displaystyle \ell ^{2}}.

{\displaystyle \varphi :[0,1]^{\infty }\rightarrow \{(\xi _{n})_{n}\in \ell ^{2};\,|\xi _{n}|\leq {\tfrac {1}{n}}{\mbox{ für alle }}n\}\subset \ell ^{2},\quad \varphi ((x_{n})_{n\in \mathbb {N} }):=({\tfrac {2x_{n}-1}{n}})_{n\in \mathbb {N} }}
ist ein Homöomorphismus.
- Jeder kompakte metrische Raum ist gleichmäßig Eberlein-kompakt, denn solche Räume sind zu abgeschlossenen Unterräumen des Hilbertwürfels homöomorph.
- Die Einheitskugel des Dualraums des Folgenraums {\displaystyle \ell ^{\infty }} mit der schwach-*-Topologie ist nach dem Satz von Banach-Alaoglu ein kompakter Hausdorffraum. Dieser Raum ist nicht Eberlein-kompakt.

## Eigenschaften
- Für Eberlein-kompakte Räume gelten die Folgerungen aus dem Satz von Eberlein–Šmulian, insbesondere sind solche Räume folgenkompakt und eine Teilmenge ist genau dann abgeschlossen, wenn sie mit jeder konvergenten Folge auch deren Grenzwert enthält.
- Für einen kompakten Hausdorffraum {\displaystyle \Omega } sei {\displaystyle C(\Omega )} der Funktionenraum der stetigen Funktionen {\displaystyle \Omega \rightarrow \mathbb {R} } mit der Supremumsnorm. Dann sind folgende Aussagen äquivalent:[3]
  - {\displaystyle \Omega } ist Eberlein-kompakt.
  - {\displaystyle C(\Omega )} ist ein WCG-Raum.
  - Die Einheitskugel des Dualraums {\displaystyle C(\Omega )'} mit der schwach-*-Topologie ist Eberlein-kompakt.

## Äquivalente Charakterisierungen

### Topologische Charakterisierung
Die Definition des Eberlein-kompakten Raums verwendet einen Banachraum. Die folgende topologische Charakterisierung, die keinen Bezug auf Banachräume nimmt, geht auf Haskell Rosenthal zurück:
Ein kompakter Hausdorffraum {\displaystyle \Omega } ist genau dann Eberlein-kompakt, wenn es eine Folge {\displaystyle ({\mathcal {G}}_{n})_{n\in \mathbb {N} }} gibt, so dass gilt
- Jedes {\displaystyle {\mathcal {G}}_{n}} ist eine Familie offener Fσ-Mengen
- Für jedes {\displaystyle \omega \in \Omega } gibt es zu jedem {\displaystyle n} höchstens endlich viele {\displaystyle G\in {\mathcal {G}}_{n}} mit {\displaystyle \omega \in G}, kurz: jedes {\displaystyle {\mathcal {G}}_{n}} ist punktendlich.
- Für alle {\displaystyle \omega _{1},\omega _{2}\in \Omega } mit {\displaystyle \omega _{1}\not =\omega _{2}} gibt es ein {\displaystyle n\in \mathbb {N} } und ein {\displaystyle G\in {\mathcal {G}}_{n}}, so dass {\displaystyle \chi _{G}(\omega _{1})\not =\chi _{G}(\omega _{2})}, wobei {\displaystyle \chi _{G}} die charakteristische Funktion der Menge {\displaystyle G} bezeichnet.

Ersetzt man die dritte Bedingung durch 
- Für alle {\displaystyle \omega _{1},\omega _{2}\in \Omega } mit {\displaystyle \omega _{1}\not =\omega _{2}} gibt es ein {\displaystyle n\in \mathbb {N} } und ein {\displaystyle G\in {\mathcal {G}}_{n}} mit {\displaystyle \omega _{1}\in G} und {\displaystyle \omega _{2}\notin G}

so erhält man eine Charakterisierung der metrisierbaren Eberlein-kompakten Räume.

### Spezielle Banachräume
Man erhält dieselbe Klasse kompakter Räume, wenn man in der Definition der Eberlein-Kompaktheit die verwendeten Banachräume einschränkt. Folgende Aussagen über einen topologischen Raum {\displaystyle \Omega } sind äquivalent:
- {\displaystyle \Omega } ist Eberlein-kompakt.
- {\displaystyle \Omega } ist homöomorph zu einer schwach kompakten Teilmenge eines reflexiven Banachraums in der relativen schwachen Topologie.
- {\displaystyle \Omega } ist homöomorph zu einer schwach kompakten Teilmenge eines Banachraums {\displaystyle c_{0}(\Gamma )} in der relativen schwachen Topologie, wobei {\displaystyle c_{0}(\Gamma )} der Banachraum

{\displaystyle c_{0}(\Gamma ):=\{(x_{\gamma })_{\gamma \in \Gamma }|\,\{\gamma \in \Gamma |\,|x_{\gamma }|>\varepsilon \}{\text{ ist endlich für jedes }}\varepsilon >0\,\}}
mit der Supremumsnorm ist.
Manche Autoren verwenden die zuletzt genannte Charakterisierung als Definition.